# Cephalaria armerioides
Cephalaria armerioides är en tvåhjärtbladig växtart som beskrevs av Szabo. Cephalaria armerioides ingår i släktet jätteväddar, och familjen Dipsacaceae. Inga underarter finns listade i Catalogue of Life.